# Haploblepharus edwardsii
Haploblepharus edwardsii е вид хрущялна риба от семейство Scyliorhinidae. Видът е почти застрашен от изчезване.

## Разпространение
Разпространен е в Южна Африка.